# SN 2005cm
SN 2005cm – supernowa odkryta 20 czerwca 2005 roku w galaktyce IC5142. W momencie odkrycia miała maksymalną jasność 16,90m.